# Tak
Tak és un joc d'estratègia abstracta per a dues persones. Originalment fictici, va ser ideat per James Ernest i Patrick Rothfuss per a incloure’s en el relat de la Crònica de l'assassí de reis. L'any 2016, va ser publicat per Cheapass Games.
L'objectiu del Tak és ser el primer jugador en connectar dues vores oposades del tauler amb les teves peces, anomenades "pedres", creant una carretera. Amb aquesta finalitat, els jugadors aniran bloquejant i capturant les peces del seu adversari mentre intenten connectar les seves pròpies peces per a construir la seva carretera. Quan un jugador "captura" una pedra, les pedres s'apilen l'una sobre l'altra. Això dona lloc a la component tridimensional del joc.
Cheapass Games va llançar una campanya a Kickstarter el 19 d'abril de 2016 amb l'objectiu de recaptar US$50.000 per tal de publicar el joc. La campanya va acabar el 23 de maig de 2016 amb 12.187 contribuïdors i US$1.351.142 recaptats.

## Terminologia
El Tak té molts termes per a descriure les diferents parts del joc o les seves situacions. Molts dels termes no són, tècnicament, oficials ja que són propostes més o menys acceptades i que generalment s'utilitzen entre les jugadores de Tak, però que no van ser descrites pels dissenyadors del joc. Gran part d'aquesta terminologia no oficial està inspirada en l'imaginari de la Crònica de l'assassí de reis.

### Termes oficials
Les pedres planes, o senzillament planes, són peces que reposen planes sobre el tauler i es poden apilar. El jugador que les col·loqui adjacentment (mai en diagonal) des d'un extrem del tauler fins a l'extrem oposat formarà un camí i, per tant, serà el guanyador.
Les pedres dretes, o senzillament murs, són peces planes col·locades sobre el seu costat més estret, amb l'aparença d'un mur o paret. Els murs bloquegen les caselles on són col·locats, de manera que cap jugador hi pot posar més pedres (excepte la pedra angular). Així, tenen un valor exclusivament defensiu, ja que eviten la formació de potencials camins. Les parets poden apilar-se sobre pedres planes. De la mateixa manera, poden ser aplanades o "aixafades" per una pedra angular, esdevenint pedres planes.
La pedra angular, en anglès capstone, és una peça única per la seva forma, perquè cada jugador només en té una, i per la seva jugabilitat. Cap peça pot ser col·locada sobre una peça angular. A més, pot moure’s lliurement pel tauler i “aixafar” murs transformant-los en pedres planes.
L'expressió Tak és similar a "escac" en els escacs. S'utilitza per a advertir que un jugador és a un moviment de completar un camí. Dir “Tak” és absolutament opcional, però és recomanable fer-ho quan es juga contra principiants i obligatori si s'ha acordat prèviament.

### Termes no oficials
Tinué és una posició guanyadora on res del que faci un jugador durant el seu torn evitarà que el contrari completi un camí en el seu. És anàleg a l'escac i mat. Sol ser una situació on un jugador pot completar un camí de dues maneres diferents i el jugador oposat només en pot blocar una durant el seu torn.
Gaelet, conegut a les normes oficials com a victòria per planes, succeeix quan totes les caselles del tauler són ocupades per peces o quan ambdós jugadors han esgotat les seves peces. En aquest cas, qui tingui més pedres planes sobre el tauler guanya.
Tenim una pila ajudant quan una pedra angular s'apila sobre una pedra plana del seu color. Pot haver-hi pedres addicionals de qualsevol color per sota de la pedra ajudant (la pedra immediatament per sota la capstone).

## Regles
El 9 de març de 2016, les regles oficials de Tak van ser descrites per Cheapass Games en la seva pàgina web. Els jugadors han proposat moltes variacions a les regles oficials i han desenvolupat terminologia no oficial per a descriure aquestes variacions.

### Preparació
El Tak pot ser jugat amb diverses mides de taulers. Depenent de la mida, els jugadors utilitzaran el nombre apropiat de pedres. Totes les partides de Tak s'inicien amb un tauler buit.
| Mida de tauler (caselles) | 3x3 | 4x4 | 5x5 | 6x6 | 7x7 | 8x8 |
| Peces normals             | 10  | 15  | 21  | 30  | 40  | 50  |
| Capstone                  | 0   | 0   | 1   | 1   | 1-2 | 2   |

El Tak, similarment a com passa amb els escacs i les dames pot ser jugat en un tauler amb quadres blancs i negres. Hi ha versions de taulers que permeten canviar de dimensions per a cada partida, ja que es pot jugar col·locant les pedres a les caselles o a les seves cantonades (vegi’s la foto).
Com als escacs, a les dames i al Go, les peces del Tak, comunament anomenades pedres, es divideixen en blanques i negres. Els jugadors se solen anomenar "Blanc" i "Negre" en funció de les fitxes que controlin. A vegades, els jocs de Tak poden estar formats amb colors i estils diferents. La pedra angular pot ser de qualsevol forma i les pedres han de ser peces simples i apilables.
En un joc amb un taulell de 7x7, el nombre de pedres angulars es determina, entre una i dues, per acord dels jugadors.

### Primer torn
En el primer torn de cada jugador, aquest ha de col·locar una pedra plana de l'adversari en qualsevol espai buit del tauler.
Els jugadors determinen a l'atzar qui comença primer i alternen els moviments per als següents torns. En joc competitiu, les blanques juguen primer. Així doncs, el jugador negre inicia el joc posant una pedra blanca en qualsevol casella.

### Torns següents
Després del primer torn, els jugadors han d'elegir entre col·locar una de les seves pedres al tauler o moure'n una que ja hi sigui. No es pot passar el torn sense haver fet una d'aquestes dues accions.

#### Col·locar pedres
Durant el seu torn, els jugadors poden col·locar una pedra de la seva reserva a qualsevol casella buida del tauler. Les pedres es col·loquen de la següent manera:
- Pedres planes: es col·loca una pedra sobre el tauler reposada sobre la seva cara més ample.
- Pedres dretes: es col·loca una pedra sobre el seu costat més prim. Cap peça es pot col·locar sobre una pedra dreta. Les pedres dretes no compten com a parts d'un camí.
- Pedra angular (capstone): La peça més potent, ja que compta com a part d'una carretera i cap peça pot ser col·locada sobre seu.

#### Moviment
Un jugador pot moure o apilar peces sota el seu control (del seu color). El color de la pedra que es troba a dalt de tot d'una pila determina quin jugador té control d'aquella pila sencera. Totes les pedres es mouen en línia recta. No es permet el moviment en diagonal.
El moviment de les pedres permet la formació de piles. Una pila es pot moure íntegrament com si fos una sola peça. Quan se’n mou una, el jugador que la mou també té l'opció de trencar-la, col·locant les seves diferents parts en línia recta en el sentit del moviment sense deixar caselles buides. Ara bé, el jugador té l'opció de no deixar cap peça en la casella on hi havia la pila inicialment. Les piles no tenen cap limitació d'alçada.
Les pedres dretes i les pedres angulars no poden tenir cap pila a sobre. Qualsevol moviment que deixi una pedra a sobre d'una pedra dreta o d'una pedra angular no està permès. L'única excepció d'aquesta norma es dona quan una capstone es mou sobre una pedra dreta, aplanant-la. Una capstone pot fer un moviment més llarg si es troba sobre una pila. En aquest cas, per aplanar un mur (o pedra dreta) ha de ser l'única pedra que caigui sobre la casella on es troba el mur. La capstone pot aplanar pedres dretes pròpies i de l'adversari.

### Final de joc
L'objectiu primari de Tak és construir un camí des d'un extrem del tauler fins a l'oposat (és a dir, un camí guanyador). El jugador que ho faci serà el guanyador de la partida instantàniament. Els camins no han de ser en línia recta, però les pedres només poden connectar quan són adjacents l'una amb l'altre. Les pedres situades diagonalment no es consideren connectades.
Si un jugador fa un moviment que resulta en un camí guanyador per ambdós jugadors, el jugador actiu guanya.
Si una carretera no és construïda per qualsevol jugador, un jugador també pot guanyar si controla més caselles que l'altre amb pedres planes. El joc acabarà quan un jugador col·loqui la seva última peça, o quan tots els espais en el tauler estiguin coberts. El jugador amb les més pedres planes sobre el taulell guanya. Els murs i les capstones no compten. Les pedres capturades per altres peces tampoc; únicament compta la pedra plana a dalt de les piles.

## Comunitat
El Tak té una petita comunitat de jugadors que juguen, parlen i promouen el joc, sovint, en línia.
És molt comú entre els jugadors de Tak el fet de crear taulers i peces de joc propis i compartir les seves creacions amb altres jugadors.

### US Tak Association
El 2016, els jugadors de Tak van fundar la US Tak Associació (USTA), una organització sense ànim de lucre dedicada a donar suport i promoure el joc de Tak en els Estats Units i per tot el món. USTA té dos objectius primaris: educar el públic sobre el joc de Tak, i proporcionar oportunitats de joc just i competitiu als seus membres. Els jugadors poden pagar per unir-s'hi i esdevenir un membre d'USTA. USTA és amfitriona de tornejos en línia i promou convencions del joc, com Gen Con.

### TAK en línia
Abans que Tak fos comercialment produït a través d'una campanya Kickstarter amb molt bona resposta, ja es podia jugar al Tak de franc en línia, a través de Playtak.com. Els jugadors poden jugar al Tak contra altres jugadors en línia o contra l'ordinador (robots d'intel·ligència artificial generalment anomenats "bots").

### Estratègia
El 2017, es va publicar el primer llibre d'estratègia per a Tak «Mastering Tak: Level I: A foundation for success (Volume 1)» escrit per Bill Leighton.
Molts jugadors parlen i proposen idees sobre l'estratègia a Tak a comunitats en línia, blogs, i publicant vídeos a YouTube.

## Origen
Tak va ser introduït per primer cop en la novel·la de fantasia El temor d'un home savi escrit per Patrick Rothfuss i publicat el 2011. El protagonista de la novel·la, un jove estudiant i músic, Kvothe, arriba a una ciutat estrangera i s'allotja a la mansió i cort d'un poderós noble. Allà, un noble anomenat Bredon introdueix Kvothe al Tak. La novel·la no descriu amb molt detall el joc ni les seves regles, però el Tak té un paper important en el desenvolupament de Kvothe com a personatge.
A la novel·la, es descriu el joc com “tan senzill en les seves regles com complex en la seva estratègia" i es compara amb "un ball". També es diu que "una bona partida de Tak ben jugada revela com es mou la ment." L'objectiu del Tak no és necessàriament "guanyar" sinó jugar "una partida maca".